# Huân chương Kutuzov
Huân chương Kutuzov (tiếng Nga: орден Кутузова) là một giải thưởng quân sự của Liên Xô trước đây và Liên bang Nga ngày nay, đặt theo tên Nguyên soái Mikhail Illarionovich Kutuzov - nhà quân sự nổi tiếng đã chỉ huy quân đội Nga trong chiến tranh Pháp-Nga (1812)..
Huân chương Kutuzov có ba hạng, được đề ra vào tháng 7 năm 1942 trong Chiến tranh Vệ quốc Vĩ đại. Huân chương này vinh danh các chỉ huy quân đội có kỹ năng xuất sắc trong chỉ huy đơn vị né đòn tấn công của địch và phản công. Nó cũng có thể được trao cho các đơn vị quân đội tham gia vào hoạt động, trong đó, mặc dù có sự kháng cự ngoan cố của kẻ thù, các mục tiêu đã đạt được với khả năng hoạt động đầy đủ của các đơn vị quân đội được giữ lại. Cũng có thể được trao cho công dân nước ngoài - những người lính của lực lượng đồng minh trong số các sĩ quan đã tham gia cùng với những người lính của Liên bang Nga trong việc tổ chức và tiến hành một hoạt động thành công của quân đội đồng minh (lực lượng).